# Accept
Accept – niemiecki zespół heavymetalowy.
Zespół powstał w 1968 roku w Solingen pod nazwą Band X, a w 1976 roku przyjął nazwę Accept. Wylansował przeboje, takie jak np. „I’m a Rebel”, „Breaker”, „Fast As A Shark”, „Restless and Wild”, „Princess Of The Dawn”, „Balls To The Wall”, „London Leatherboys”, „Metal Heart”, „Midnight Mover”, „Screaming for a Love Bite”, „Living for Tonite”, „TV War” i „Monsterman”. W 1986 zagrał koncerty w Polsce. Do 2024 roku albumy grupy rozeszły się w nakładzie ponad 17 mln kopii.

## Muzycy
Obecny skład zespołu.
- Wolf Hoffmann – gitara (1976–1989, 1992–1997, 2005, od 2009)
- Mark Tornillo – śpiew (od 2009)
- Christopher Williams – perkusja (od 2015)
- Uwe Lulis – gitara (od 2015)
- Martin Motnik – gitara basowa (od 2018)
- Philip Shouse – gitara (od 2019)

Byli członkowie zespołu.
- Peter Baltes – gitara basowa (1976–1989, 1992–1997, 2005, 2009−2018)
- Frank Friedrich – perkusja (1976–1979)
- Gerhard Wahl – gitara (1976–1978)
- Udo Dirkschneider – śpiew (1976–1987, 1992–1997, 2005)
- Jörg Fischer – gitara (1978–1982, 1984–1988)
- Stefan Kaufmann – perkusja (1980–1989, 1992–1994)
- Herman Frank – gitara(1982–1984, 2005, 2009–2014)
- Michael White – śpiew (1987)
- Rob Armitage – śpiew (1987–1988)
- David Reece – śpiew (1988−1989)
- Ken Mary – perkusja (1989)
- Jim Stacey – gitara (1989)
- Stefan Schwarzmann – perkusja (1994–1995, 2005, 2009–2014)
- Michael Cartellone – perkusja (1995–1997)

## Dyskografia

### Albumy studyjne
| Rok                            | Tytuł                                                                  | Pozycja na liście | Pozycja na liście | Pozycja na liście | Pozycja na liście | Pozycja na liście | Pozycja na liście | Pozycja na liście | Pozycja na liście | Pozycja na liście | Pozycja na liście | Pozycja na liście | Pozycja na liście |
| Rok                            | Tytuł                                                                  | AUT               | FRA               | FIN               | CHE               | SWE               | NOR               | DEU               | USA               | ESP               | JPN               | NLD               | GBR               |
| ------------------------------ | ---------------------------------------------------------------------- | ----------------- | ----------------- | ----------------- | ----------------- | ----------------- | ----------------- | ----------------- | ----------------- | ----------------- | ----------------- | ----------------- | ----------------- |
| 1979                           | Accept - Data: 16 stycznia 1979 - Wydawca: Brain                       | –                 | –                 | –                 | –                 | –                 | –                 | –                 | –                 | –                 | –                 | –                 | –                 |
| 1980                           | I’m a Rebel - Data: czerwiec 1980 - Wydawca: Elektra Records           | –                 | –                 | –                 | –                 | –                 | –                 | –                 | –                 | –                 | –                 | –                 | –                 |
| 1981                           | Breaker - Data: marzec 1981 - Wydawca: Brain                           | –                 | –                 | –                 | –                 | –                 | –                 | –                 | –                 | –                 | –                 | –                 | –                 |
| 1982                           | Restless and Wild - Data: 4 października 1982 - Wydawca: Brain         | –                 | –                 | –                 | –                 | 27                | –                 | –                 | –                 | –                 | –                 | 47                | 98                |
| 1983                           | Balls to the Wall - Data: 5 grudnia 1983 - Wydawca: Lark Records       | –                 | –                 | –                 | –                 | 10                | –                 | –                 | 74                | –                 | –                 | –                 | –                 |
| 1985                           | Metal Heart - Data: 24 maja 1985 - Wydawca: Portrait Records           | –                 | –                 | –                 | 14                | 4                 | 9                 | –                 | 94                | –                 | –                 | –                 | 50                |
| 1986                           | Russian Roulette - Data: 21 kwietnia 1986 - Wydawca: Portrait Records  | –                 | –                 | –                 | 23                | 9                 | 16                | –                 | 114               | –                 | –                 | –                 | 80                |
| 1989                           | Eat the Heat - Data: 11 maja 1989 - Wydawca: RCA Records               | –                 | –                 | –                 | –                 | 26                | 19                | –                 | 139               | –                 | 87                | –                 | –                 |
| 1993                           | Objection Overruled - Data: 1 lutego 1993 - Wydawca: RCA Records       | –                 | –                 | –                 | 22                | 21                | –                 | 17                | –                 | –                 | 22                | –                 | –                 |
| 1994                           | Death Row - Data: 4 października 1994 - Wydawca: RCA Records           | –                 | –                 | –                 | –                 | 27                | –                 | 32                | –                 | –                 | 52                | –                 | –                 |
| 1996                           | Predator - Data: 15 stycznia 1996 - Wydawca: RCA Records               | –                 | –                 | 27                | 49                | 28                | –                 | 56                | –                 | –                 | 56                | –                 | –                 |
| 2010                           | Blood of the Nations - Data: 20 sierpnia 2010 - Wydawca: Nuclear Blast | 19                | 72                | 9                 | 15                | 7                 | –                 | 4                 | 187               | 78                | 74                | –                 | –                 |
| 2012                           | Stalingrad - Data: 6 kwietnia 2012 - Wydawca: Nuclear Blast            | 70                | 77                | 8                 | 17                | 10                | 22                | 6                 | 81                | 66                | –                 | –                 | –                 |
| 2014                           | Blind Rage - Data: 15 sierpnia 2014 - Wydawca: Nuclear Blast           | 18                | 48                | 1                 | 9                 | 16                | 19                | 1                 | 35                | 39                | 22                | –                 | —                 |
| 2017                           | The Rise of Chaos - Data: 4 sierpnia 2017 - Wydawca: Nuclear Blast     | 13                | 96                | 5                 | 4                 | 10                | –                 | 3                 | 140               | –                 | –                 | –                 | —                 |
| 2021                           | Too Mean to Die - Data: 29 styczeń 2021 - Wydawca: Nuclear Blast       | 9                 | —                 | 4                 | 4                 | 7                 | —                 | 2                 | 12                | —                 | 8                 | –                 | 3                 |
| 2024                           | Humanoid - Data: 26 kwietnia 2024 - Wydawca: Napalm Records            |                   |                   |                   |                   |                   |                   |                   |                   |                   |                   |                   |                   |
| „—” pozycja nie była notowana. |                                                                        |                   |                   |                   |                   |                   |                   |                   |                   |                   |                   |                   |                   |

### Minialbumy
| 1985                           | Kaizoku-Ban EP - Data: 1985 - Wydawca: CBS Records                      | 91 |
| 1985                           | Midnight Mover EP - Data: 1985 - Wydawca: Portrait Records              | –  |
| 1998                           | Breakers On Stage EP - Data: 1998 - Wydawca: BMG Greece                 | –  |
| 2002                           | Rich & Famous EP - Data: 15 lipca 2002 - Wydawca: Drakkar Entertainment | –  |
| „—” pozycja nie była notowana. |                                                                         |    |

### Albumy koncertowe
| Rok  | Tytuł                                              |
| ---- | -------------------------------------------------- |
| 1990 | Staying A Life                                     |
| 1997 | All areas – Worldwide                              |
| 1998 | The Final Chapter                                  |
| 2014 | Live in Chile                                      |
| 2017 | Restless & Live – Blind Rage – Live in Europe 2015 |
| 2018 | Symphonic Terror – Live At Wacken 2017             |

### Single
| 1979                           | Lady Lou                  | –  |
| 1980                           | I’m a Rebel               | –  |
| 1981                           | Burning                   | –  |
| 1984                           | Balls To The Wall         | –  |
| 1984                           | Restless & Wild           | –  |
| 1985                           | Metal Heart promo         | –  |
| 1985                           | Midnight mover            | –  |
| 1985                           | Screaming for a love-bite | –  |
| 1986                           | T.V War                   | –  |
| 1989                           | Generation Clash          | –  |
| 1992                           | All Or Nothing            | –  |
| 1992                           | I Don’t Wanna Be Like You | –  |
| 1994                           | Bad Habits Die Hard       | –  |
| 1996                           | Hard Attack               | –  |
| 2010                           | Kill The Pain             | 37 |
| „—” pozycja nie była notowana. |                           |    |

### Kompilacje
| Rok                                        | Tytuł                                                              |
| ------------------------------------------ | ------------------------------------------------------------------ |
| 1981                                       | Metal Masters                                                      |
| 1983                                       | Best Of                                                            |
| 1983                                       | Midnight Highway                                                   |
| 1986                                       | A Compliation of the Best of Balls to the Wall / Restless and Wild |
| 1987                                       | Hungry Years                                                       |
| 1991                                       | The Collection                                                     |
| 1995                                       | No Substitutes                                                     |
| 1995                                       | Steel Glove                                                        |
| 1996                                       | The Best                                                           |
| 2000                                       |                                                                    |
| Classics, Rocks 'N' Ballads (Hot and Slow) |                                                                    |
| 2005                                       | Sharkbite - Best Of                                                |
| 2010                                       | The Accept Collection                                              |

## Wideografia
| Rok  | Tytuł                                                |
| ---- | ---------------------------------------------------- |
| 2002 | Metal Blast From The Past (DVD)                      |
| 2017 | Restless And Live (DVD/Blu-ray)                      |
| 2018 | Symphonic Terror – Live At Wacken 2017 (DVD/Blu-ray) |